# Pieter Baststraat

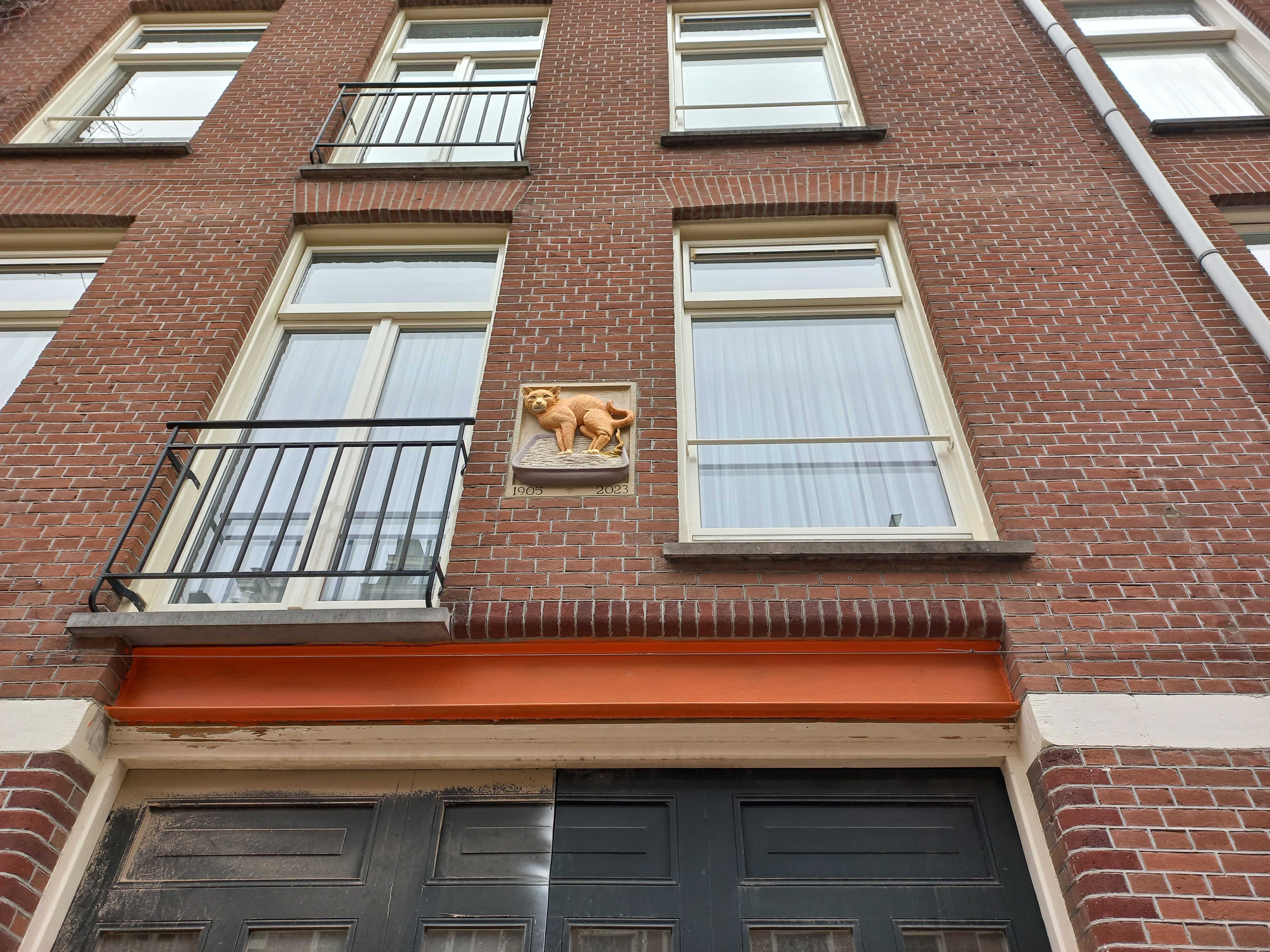
Kattenbak op nr. 19 (april 2023)

De Pieter Baststraat is een straat in het Museumkwartier in Amsterdam-Zuid.

## Geschiedenis en ligging
Hier lag voor de aanleg van de straat eeuwenlang agrarisch gebied in de 19e eeuw toebehorend aan de gemeente Nieuwer-Amstel. Toen de gemeente Amsterdam eind 19e eeuw een flink deel van die gemeente annexeerde, was het al enigszins bekend als industrieterrein. Daarop stond onder andere een stinkende vetkaarsenfabriek, anderszins een samenvloeisel van grasland en onwelriekende slootjes en afvoeren. Dat buurtje trok in die jaren allerlei gespuis aan hetgeen haar de naam Duivelseiland bezorgde.
Amsterdam had de grond geannexeerd omdat het verlegen zat om bouwgrond voor de almaar groeiende bevolking. Met enige aarzeling bereikte in 1897 de stad het Duivelseiland. Er kwamen verzoeken binnen om te bouwen in deze driehoek tussen Ruysdaelstraat, Roelof Hartstraat en de Boerenwetering. Op 13 oktober 1897 kreeg deze noord-zuid lopende straat haar naam. Ze werd vernoemd naar graveur en cartograaf Pieter Bast, voornamelijk bekend vanwege een plattegrond van de stad. De straat kruist twee andere straten, die ook naar cartografen zijn vernoemd, Cornelis Anthonisz. en Balthasar Florisz. van Berckenrode. De straat loopt parallel aan de Boerenwetering tussen Ruysdaelstraat en Roelof Hartstraat. De straat leidt een vrij anoniem leven. De bouwgeschiedenis van de straat is terug te vinden in de onaangesloten gevelwand richting Roelof Hartstraat. De achterzijde van de Roelof Hartstraat had daar al balkons etc. zodat er vanuit de Pieter Baststraat geen goede bouwkundige aansluiting mogelijk was (zie foto). Men koos voor een onderstuk van twee verdiepingen hoog. 

### 1987
Die plek haalde de nationale pers toen er in de nacht van 20 op 21 december 1987 (5:45) een zware ontploffing plaatsvond, waarbij het onderstuk (opslag drankwinkel) verloren ging en ook de woningen en winkelruimte van het gebouw aan de Roelof Hartstraat zwaar beschadigd werden. Men hield al snel een verdachte aan, maar die werd net zo snel weer vrijgelaten. Vanwege de hevigheid werd de Explosieven Opruimingsdienst er nog bijgeroepen. De drankwinkel moest door de gemeentepolitie beschermd worden tegen de zich onder de ramptoeristen bevindende plunderaars. De explosie veroorzaakte losvliegende glasscherven en uit hun sponningen gerukte deuren; omwonenden raakten dakloos. Tot 200 meter waren alle ruiten verdwenen. Na de explosie deden verhalen de ronde van gaslek, explosie van rioolgas dan wel een aanslag. In januari 1988 werd door het Gerechtelijk Laboratorium bepaald dat het toch het eerste was; een niet goed vast gesoldeerde gaspijp werd als oorzaak aangewezen. Onderstuk en woningen werden (bijna) naar oorspronkelijk model herbouwd/hersteld.

## Gebouwen
Rond 1900 werd de Pieter Baststraat langzaam zichtbaar op de stadskaarten. De tijd van bouwen staat niet bekend vanwege haar opvallende architectuur. Er werd huis voor huis of een enkele keer blokje voor blokje gebouwd. De straat kent dan ook op twee gebouwen na geen opvallende gebouwen. Het gebouw van de Petrus en Pauluskerk is verreweg het grootste en opvallendste gebouw; het is een rijksmonument.

### Pieter Baststraat 19
In 2023 kwam daar een bijzonderheid bij. In 1905 werd op huisnummer 19 een bedrijfseenheid en zes bovenwoningen gebouwd naar ontwerp van bouwkundigen J.A. Kiel en P. van Oostveen, die al een verzoek in 1897 tot bebouwing hadden ingediend. Het maakte deel uit van een blokje dat tot en met huisnummer 31 loopt. Boven de bedrijfseenheid van 19 kwamen zes woninkjes, twee per etage. Het waren zogenaamde "halve woningen" bestaande uit een huiskamer, keuken en alkoof. Door de alkoven tegen elkaar te plaatsen was er nog enige privacy. In de 21e eeuw vond hier een kostbare verbouwing/herinrichting plaats, die de eigenaar wilde afsluiten met iets zichtbaars. De keus was tussen een “laatste steen” (variant van “eerste steen”) of een gevelsteen. Gevelstenen werden in de tijd van straatnamen zonder huisnummering gebruikt een bepaalde plaats te duiden. Dergelijke stenen komen veelvuldig voor in de Amsterdamse binnenstad, maar in Amsterdam-Zuid zijn ze zelden te vinden. Zuid werd gebouwd toen Amsterdam al een huisnummering had doorgevoerd. De gevelsteen verwijst niet naar het tegenwoordig gebruik (2023), maar naar de kattenbakcentrale die hier in het verleden (rond 1940) gevestigd was. Het was een uitbreiding van een motor- en rijwielstalling van Andries Jorg. Deze kattenbakcentrale zorgde voor lediging van kattenbakken voor diegene die er om wat voor reden niet toe in staat waren. De eigenaar nam contact op met beeldhouwer Tobias Snoep om tot een gevelsteen te komen. Snoep is leerling van Hans 't Mannetje, die tal van die moderne gevelstenen op zijn naam heeft staan en die op zich weer een leerling van Hildo Krop, bekend van beelden aan gevels en op bruggen. Snoep zag er in eerste instantie niets in, maar liet zich toch overhalen. Sinds april 2023 siert een poepende kat op een kattenbak de gevel van huisnummer 19. Overigens legt de kat een gouden bolus, een verwijzing naar de dure verbouwing aldus de eigenaar. In het onderschrift staat zowel 1905 (oorspronkelijke bouw) als 2023 (verbouwing).